# Seznam držitelů čestných doktorátů Masarykovy univerzity
Toto je seznam držitelů čestných doktorátů (doctor honoris causa) Masarykovy univerzity v Brně (v letech 1960–1990 fungující pod názvem Universita Jana Evangelisty Purkyně):
| Jméno                          | Udělení            | Obor                            |
| ------------------------------ | ------------------ | ------------------------------- |
| Ross J. Anderson               | 21. dubna 2022     |                                 |
| Theophil Antonicek             | 12. června 2000    | vědy o umění                    |
| Francisco J. Ayala             | 18. září 2003      | biologické vědy                 |
| Alfred Bader                   | 12. června 2000    | chemické vědy                   |
| Jan Bašta                      | 17. ledna 1933     | přírodní vědy                   |
| Wolgang Baumeister             | 2. března 2017     | biochemie                       |
| Emil Bayer                     | 14. června 1939    | přírodní vědy                   |
| Hans Belting                   | 24. října 2019     | dějiny umění                    |
| Edvard Beneš                   | 16. března 1937    | filosofie                       |
| Charles Bennett                | 12. listopadu 1999 | informatika                     |
| Dines Bjørner                  | 11. června 2004    | informatika                     |
| Walter Bodmer                  | 16. prosince 1994  | biologické vědy                 |
| Otakar Borůvka                 | 10. května 1994    | matematické vědy                |
| Hyacinth Brabant               | 21. května 1969    | lékařské vědy                   |
| Olav Brennhovd                 | 3. července 1968   | filosofie                       |
| Josef Brožek                   | 28. května 1999    | biologické vědy                 |
| Hynek Bulín                    | 6. ledna 1993      | právní vědy                     |
| Manuel Cardona                 | 30. května 2002    | fyzikálně-matematické vědy      |
| Albert Claude                  | 25. září 1970      | lékařské vědy                   |
| Jean-Paul Costa                | 23. října 2009     | právo                           |
| Vladimír Čermák                | 29. září 2004      | sociální vědy                   |
| Petr Černý                     | 19. dubna 1991     | geologické vědy                 |
| Josef Dadok                    | 23. ledna 2013     | chemické vědy                   |
| Peter Demetz                   | 26. listopadu 2014 | filologické vědy                |
| Lubomír Doležel                | 5. října 2005      | filologické vědy                |
| Nikolaj Petrovič Dubinin       | 27. října 1965     | biologické vědy                 |
| Hans Heinrich Eggebrecht       | 29. května 1995    | vědy o umění                    |
| Karel Engliš                   | 21. dubna 1947     | právo                           |
| Javier Esparza                 | 23. října 2009     | informatika                     |
| Rudolf Firkušný                | 20. září 1991      | hudební věda                    |
| Jules François                 | 21. května 1969    | lékařské vědy                   |
| Herwig Friesinger              | 11. prosince 2002  | historické vědy                 |
| Alexander Naumovič Frumkin     | 6. prosince 1972   | chemické vědy                   |
| Ivan Gaďourek                  | 29. dubna 1992     | sociologické vědy               |
| Paul L. Garvin                 | 14. listopadu 1990 | filologické vědy                |
| John Paul Giesy                | 5. prosince 2019   | environmentální vědy            |
| Jaroslav Goll                  | 14. července 1926  | filosofie                       |
| Franz Halberg                  | 28. dubna 2000     | lékařské vědy                   |
| Lumír Ondřej Hanuš             | 12. dubna 2007     | chemické vědy                   |
| Martina Hartmann               | 21. října 2021     | historické vědy                 |
| Václav Havel                   | 23. března 1995    | filosofické vědy                |
| Bohuslav Havránek              | 15. srpna 1968     | filologické vědy                |
| Guy Henri                      | 25. září 1970      | lékařské vědy                   |
| Thomas Henzinger               | 14. října 2015     | informatika                     |
| Joachim Jens Hesse             | 11. dubna 2008     | sociální vědy                   |
| Miroslav Hill                  | 15. ledna 1999     | biologické vědy                 |
| Karel Hrdina                   | 26. května 1948    | filosofie                       |
| Aleš Hrdlička                  | 8. února 1929      | přírodní vědy                   |
| Karel Husa                     | 11. května 2000    | vědy o umění                    |
| Vlastislav Chalupa             | 2. května 1991     | právní vědy                     |
| Karel Chodounský               | 2. března 1929     | lékařské vědy                   |
| Roman Osipovič Jakobson        | 15. srpna 1968     | filologické vědy                |
| Leoš Janáček                   | 28. ledna 1925     | filosofie                       |
| Alois Jedlička                 | 26. března 1998    | filologické vědy                |
| Josef Jiřičný                  | 17. května 2019    | biologické vědy                 |
| Thomas DaCosta Kaufmann        | 12. listopadu 2013 | dějiny umění                    |
| Thomas Kenner                  | 28. dubna 2000     | lékařské vědy                   |
| Vladimír Klokočka              | 18. října 1993     | právní vědy                     |
| Donald Ervin Knuth             | 7. března 1996     | matematické vědy                |
| Jiří Král                      | 14. března 1995    | lékařské vědy                   |
| Leiv Kreyberg                  | 21. května 1969    | lékařské vědy                   |
| Ondřej Křivánek                | 21. dubna 2022     |                                 |
| Henry Kučera                   | 6. června 1990     | filologické vědy                |
| Ludvík Kundera                 | 14. listopadu 1990 | vědy o umění                    |
| Alexander Gennadijevič Kuroš   | 21. května 1969    | matematické vědy                |
| Jaroslav Kurzweil              | 16. listopadu 2001 | fyzikálně-matematické vědy      |
| Bohumil Kužma                  | 14. června 1939    | přírodní vědy                   |
| David Lane                     | 15. listopadu 2019 | lékařské vědy                   |
| Vilém Laufberger               | 21. května 1969    | lékařské vědy                   |
| Gerhard van der Leeuw          | 18. listopadu 1946 | filosofie                       |
| Jean-Marie Lehn                | 27. června 2005    | chemické vědy                   |
| Charles Mackerras              | 27. května 1994    | vědy o umění                    |
| Ewa Maleczyńska                | 21. května 1969    | historické vědy                 |
| Jan Masaryk                    | 20. ledna 1948     | filosofie                       |
| Josef Michl                    | 11. června 2004    | chemické vědy                   |
| Olga Danilovna Mitrofanová     | 25. srpna 1982     | filologické vědy                |
| Kary Mullis                    | 5. května 2010     | biologické vědy                 |
| Jan Navrátil                   | 20. září 1991      | lékařské vědy                   |
| Jiří Nehněvajsa                | 29. listopadu 1990 | sociologie                      |
| Bohumil Němec                  | 14. května 1938    | přírodní vědy                   |
| Peter Newmark                  | 12. dubna 2007     | filologické vědy                |
| Miloš Novotný                  | 7. února 1992      | chemické vědy                   |
| Luboš Perek                    | 2. září 1999       | fyzikální vědy                  |
| Karel Petr                     | 14. května 1938    | přírodní vědy                   |
| Frank Alois Pitelka            | 6. listopadu 1997  | biologické vědy                 |
| Miroslav Dave Poulik           | 5. června 1997     | lékařské vědy                   |
| Mojmír Povolný                 | 2. května 1991     | právní vědy                     |
| Stein Ringen                   | 11. dubna 2008     | sociální vědy                   |
| Herbert Walter Roesky          | 16. prosince 1994  | chemické vědy                   |
| Rolf Ryssdal                   | 20. března 1996    | právní vědy                     |
| Josef Říman                    | 29. ledna 1988     | biologické vědy                 |
| Giovanni Sansone               | 21. května 1969    | matematické vědy                |
| Roger Scruton                  | 2. října 1998      | filosofické vědy                |
| Hans Selye                     | 21. května 1969    | lékařské vědy                   |
| Michael Paul Seng              | 17. října 2018     | právo                           |
| Erich Schenk                   | 21. května 1969    | vědy o umění                    |
| Alexander Schirger             | 31. října 2005     | lékařské vědy                   |
| Vasilios Skuris                | 10. května 2010    | právní vědy                     |
| Virend Kristen Somers          | 12. dubna 2007     | lékařské vědy                   |
| Dušan Soudek                   | 15. ledna 1999     | biologické vědy                 |
| Petr Spielmann                 | 28. března 2001    | vědy o umění                    |
| Andrew Steiner                 | 13. července 2004  | vědy o umění                    |
| Hans Karl Stubbe               | 27. října 1965     | biologické vědy                 |
| Josef Suk                      | 9. prosince 1933   | filosofie                       |
| Jan Svartvik                   | 26. března 1998    | filologické vědy                |
| Josef Svoboda                  | 29. května 1995    | biologické vědy                 |
| Jan Szczepański                | 21. května 1969    | sociologické vědy               |
| Josef Šafařík                  | 5. června 1991     | filosofické vědy                |
| Josef Škvorecký                | 29. října 1991     | vědy o umění                    |
| Max Švabinský                  | 9. prosince 1933   | filosofie                       |
| František Táborský             | 3. června 1938     | filosofie                       |
| Jevgenij Viktorovič Tarle      | 9. června 1947     | filosofie                       |
| Erich Thilo                    | 21. května 1969    | chemické vědy                   |
| Antonín Tučapský               | 7. listopadu 1996  | vědy o umění                    |
| John Tyrrell                   | 30. května 2002    | vědy o umění                    |
| Josef Vachek                   | 5. června 1991     | filologické vědy                |
| Magda Vášáryová                | 17. října 2024     | mezinárodní vztahy a diplomacie |
| František Vejdovský            | 18. listopadu 1926 | přírodní vědy                   |
| Stanislav Vepřek               | 28. května 1999    | fyzikální vědy                  |
| Jean-Pierre Vernant            | 2. října 1998      | filosofické vědy                |
| Josef Veselka                  | 6. března 1992     | vědy o umění                    |
| Michiel S. de Vries            | 20. října 2016     | veřejná ekonomie                |
| Patrick Craig Walsh            | 31. ledna 2007     | lékařské vědy                   |
| Ota Weinberger                 | 29. září 2004      | právní vědy                     |
| František Weyr                 | 21. dubna 1947     | právo                           |
| Arnost Wiesner                 | 21. května 1969    | vědy o umění                    |
| Thomas Winkelbauer             | 24. května 2006    | historické vědy                 |
| Thomas Winner                  | 17. listopadu 1995 | vědy o umění                    |
| Niklaus Wirth                  | 12. listopadu 1999 | informatika                     |
| Frank Wollman                  | 21. května 1969    | vědy o umění                    |
| Ralph Graystone Walter Wyckoff | 12. října 1948     | lékařské vědy                   |
| Tadeusz Zieliński              | 25. května 1930    | filosofie                       |
| Josef Zubatý                   | 28. dubna 1928     | filosofie                       |
| Andrej Borisovič Zubov         | 5. dubna 2019      | historické vědy                 |